# Caddo (genre)
Pour les articles homonymes, voir Caddo.
Caddidae, Caddoidea
Super-famille
Famille
Genre
Caddo, unique représentant de la famille des Caddidae et de la super-famille des Caddoidea, est un genre d'opilions eupnois.

## Distribution
Les espèces de ce genre se rencontrent dans l'Est de l'Amérique du Nord et au Japon.

## Liste des espèces
Selon World Catalogue of Opiliones (07/04/2023) :
- Caddo agilis Banks, 1892
- Caddo pepperella Shear, 1975
- † Caddo dentipalpus (Koch & Berendt, 1854)

## Systématique et taxinomie
Ce genre a été décrit par Banks en 1892 dans les Phalangiidae.
Cette famille a été décrite par Banks en 1893 comme une tribu des Phalangiidae.

## Publications originales
- Banks, 1892 : « A new genus of Phalangiidae. » Proceedings of the Entomological Society of Washington, vol. 2, p. 249–250 (texte intégral).
- Banks, 1893 : « The Phalanginae of the United States. » The Canadian Entomologist, vol. 25, p. 205–211 (texte intégral).